# Ординатор (3-й сезон)
Третий сезон американского телесериала «Ординатор» премьера которого состоялась на канале FOX 24 сентября 2019 года, а заключительная серия сезона вышла 7 апреля 2020 года.

## Сюжет
Сериал рассказывает о молодом интерне с идеалистическими взглядами на жизнь, который начинает работать под началом блестящего ординатора. Со временем главный герой понимает, что не всё так просто, и в его работе есть сотни нюансов, на которые невозможно закрыть глаза.

## В ролях

### Основной состав
- Мэтт Зукри — доктор Конрад Хокинс, старший ординатор
- Эмили Ванкэмп — Николетт «Ник» Невин, медсестра
- Маниш Дайал — доктор Девон Правеш
- Шонетт Рене Уилсон — доктор Мина Окафор
- Брюс Гринвуд — доктор Рэндольф Белл, заведующий хирургией
- Джейн Ливз - доктор Китт Восс
- Моррис Честнат - доктор Барретт Кейн
- Малькольм-Джамал Уорнер - Доктор Эй Джей Остин

## Эпизоды
| № общий | № в сезоне | Название                                                                | Режиссёр          | Автор сценария                                  | Дата премьеры    | Произв. код | Зрители в США (млн) |
| --- | ---------- | ----------------------------------------------------------------------- | ----------------- | ----------------------------------------------- | ---------------- | ----------- | ------------------- |
| 38 | 1          | «Из пепла» «From the Ashes»                                             | Роб Корн          | Эми Холден Джонс                                | 24 сентября 2019 | 3LAP01      | 4.05                |
| Врачи Честейна окружены новыми правилами и врачами, поскольку Red Rock Mountain Medical берет на себя управление больницей. Конрад оказывается в опасной ситуации, когда строительство нового нейрохирургического центра приводит к взрыву газа в Честейне. Тем временем новоиспеченный нейрохирург Барретт Кейн проходит испытание сложной операцией, а Мина выступает в качестве поддержки Ник, которая переживает тяжелую утрату.                                          |            |                                                                         |                   |                                                 |                  |             |                     |
| 39 | 2          | «Плоть от плоти моей» «Flesh of My Flesh»                               | Джеймс Уитмор мл. | Элизабет Клавитер                               | 1 октября 2019   | 3LAP02      | 3.84                |
| Кейн пытается завербовать Белла и Кит, чтобы они присоединились к нему во время опасной операции, с намерением привлечь внимание общественности к больнице. Тем временем Раптор обнаруживает эмоциональную привязанность к пациенту, жизнь которого находится в его руках, а друг Мины, Адаку прибывает в больницу с шокирующими новостями. Кроме того, Девон уходит из отделения неотложной помощи, а Ник планирует сюрприз для Конрада.                                     |            |                                                                         |                   |                                                 |                  |             |                     |
| 40 | 3          | «Святые и грешники» «Saints & Sinners»                                  | Пол Маккрейн      | Эндрю Чэпман & Тодд Хартан                      | 8 октября 2019   | 3LAP03      | 3.66                |
| Когда полицейский появляется в отделении неотложной помощи с раненым преступником, которого он поймал на месте преступления, сотрудники Честейна должны оставить его в живых, чтобы спасти невинную жизнь. Ник попадает в хирургическую смену Кейн, что заставляет ее сомневаться в том, как он оперирует, а Конрад делает шокирующее открытие о больнице. Тем временем Белл предпринимает новое финансовое предприятие, которое может вывести его на совершенно новый рынок. |            |                                                                         |                   |                                                 |                  |             |                     |
| 41 | 4          | «Cистема убеждений» «Belief System»                                     | Тай Уэст          | Марки Джексон                                   | 15 октября 2019  | 3LAP04      | 3.74                |
| 42 | 5          | «Выбор слов» «Choice Words»                                             | Эдвард Орнелас    | Марк Халсли                                     | 5 ноября 2019    | 3LAP05      | 3.40                |
| 43 | 6          | «День медсестер» «Nurses' Day»                                          | Стив Робин        | Джен Клейн                                      | 12 ноября 2019   | 3LAP06      | 3.67                |
| 44 | 7          | «Падение женщины» «Woman Down»                                          | Келли Уильямс     | Джессика Болл                                   | 19 ноября 2019   | 3LAP07      | 3.90                |
| 45 | 8          | «День пекинской утки» «Peking Duck Day»                                 | Дэвид Крэбтри     | Майкл Нотариле & Элизабет Клавитер              | 26 ноября 2019   | 3LAP08      | 3.52                |
| 46 | 9          | «Жажда крови» «Out for Blood»                                           | Доун Уилкинсон    | Эрик Лу & Марк Халсли                           | 3 декабря 2019   | 3LAP09      | 4.28                |
| 47 | 10         | «Информатор» «Whistleblower»                                            | Роб Корн          | Эми Холден Джонс & Эндрю Чэпман                 | 19 декабря 2019  | 3LAP10      | 3.85                |
| 48 | 11         | «Свободное падение» «Free Fall»                                         | Янн Тернер        | Крис Бессауниан & Тодд Хартан & Тиана Лэнгхэм   | 7 января 2020    | 3LAP11      | 3.74                |
| 49 | 12         | «Лучшие планы» «Best Laid Plans»                                        | Сатья Баба        | Даниэла Ламас & Джен Клейн                      | 14 января 2020   | 3LAP12      | 3.91                |
| 50 | 13         | «Как Конрад получит свой пас обратно» «How Conrad Gets His Groove Back» | Джули Эбер        | Джошуа Три & Марки Джексон                      | 21 января 2020   | 3LAP13      | 4.01                |
| 51 | 14         | «Шило на мыло» «The Flea»                                               | Роб Дж. Гринли    | Дженни Дейкер & Джессика Болл                   | 28 января 2020   | 3LAP14      | 4.08                |
| 52 | 15         | «Последний выстрел» «Last Shot»                                         | Тимоти А. Гуд     | Марк Халсли                                     | 18 февраля 2020  | 3LAP15      | 3.93                |
| 53 | 16         | «Обратная золушка» «Reverse Cinderella»                                 | Шилин Чокси       | Эмили Прессли                                   | 3 марта 2020     | 3LAP16      | 4.82                |
| 54 | 17         | «Кукла Э. Вуд» «Doll E. Wood»                                           | Ли Лу             | Эрик Лу & Эми Холден Джонс                      | 10 марта 2020    | 3LAP17      | 3.74                |
| 55 | 18         | «Так долго, до рассвета долго» «So Long, Dawn Long»                     | Ванесса Парис     | Нэйт О’Мэхони & Эндрю Чэпман                    | 17 марта 2020    | 3LAP18      | 4.77                |
| 56 | 19         | «Система поддержки» «Support System»                                    | Келли Уильямс     | Майкл Нотариле & Марки Джексон                  | 24 марта 2020    | 3LAP19      | 4.54                |
| 57 | 20         | «Гори оно все» «Burn It All Down»                                       | Эдвард Орнелас    | Крис Бессауниан & Даниэла Ламас & Тиана Лэнгхэм | 7 апреля 2020    | 3LAP20      | 5.09                |

## Производство

### Разработка
25 марта 2019 года телеканал FOX заказал производство третьего сезона.